# ГКС (хокейний клуб, Ястшембе)
ЙКХ ГКС Ястшембє (пол. JKH GKS Jastrzębie) — хокейний клуб з м. Ястшембє-Здруй, Польща. Заснований у 1963 році. Виступає у чемпіонаті Польської Екстраліги. Домашні ігри команда проводить у Зимовому стадіоні (2,500). Офіційні кольори клубу зелений, чорний і жовтий.

## Досягнення
Польська Екстраліга
- Чемпіон Польщі (1): 2021
- Срібний призер (2): 2013, 2015
- Бронзовий призер (1): 2014.

## Найсильніші гравці різних років
- Захисники: Адріан Лябрига;
- Нападаники: Анджей Фонфара, Ріхард Крал, Лешек Ляшкевич, Даріуш Лищарчик.